# チャーリー・ユールズ
チャーリー・ユールズ（Charlie Ewels、1995年6月29日 - ）は、プレミアシップバース・ラグビーに所属するラグビーユニオン選手でチームの主将。

## プロフィール
- イングランド・ボーンマス出身[1]。
- ポジションはロック(LO)。
- 身長 197cm、体重 112kg
- U20イングランド代表に選ばれたことがある[2]。
- イングランド代表キャップは17（2021年2月現在）。

## 略歴
2014年、バースに加入。 
2019年、バースの主将に就任。